# Schweinfurter Hütte
Die Schweinfurter Hütte (gegründet als Hersfelder Hütte, später Gubener Hütte und bis 2008 Guben-Schweinfurter Hütte) ist eine Alpenvereinshütte der Sektion Schweinfurt des Deutschen Alpenvereins in 2028 m ü. A. Höhe am Beginn des Zwieselbachtales (Verlängerung des Horlachtales) in den Stubaier Alpen nahe Niederthai in der Gemeinde Umhausen. Die Hütte befindet sich im Ruhegebiet Stubaier Alpen und liegt am Zentralalpenweg.

## Geschichte
Die Ursprünge der heutigen Alpenvereinshütte gehen auf ein 1912 durch Jagdpächter Kommerzienrat Fritz Rechberg aus Hersfeld erbautes Jagdhaus zurück; daher anfangs Hersfelder Hütte genannt. Als Standplatz für das Steinhaus im Stil eines Almhofs wählte er auf einem Schuttkegel unterhalb des Zwieselbacher Rosskogels (3082 m).
Vorausgegangen war eine Vereinbarung – zwischen der am 12. Dezember 1894 gegründeten Sektion Guben des Deutschen und Österreichischen Alpenvereins (DuOeAV) und der 1885 gegründeten Sektion Frankfurt an der Oder – zur Anlegung und Markierung eines Weges von Kühtai über die Finstertaler Seen, die Finstertaler Scharte zur Zwieselbachalm und übers Zwieselbachjoch zu der 1900/01 erbauten Winnebachseehütte. Der „Gubener Weg“ war entstanden, der bald darauf auch ein viel benutzter Übergang nach Niederthai wurde. Damit unterstand diese Region dem Arbeitsgebiet der Sektion Guben.
Zwischen Erbauer und Sektion entstand eine Vereinbarung, dass ein Raum zum Übernachten für Bergsteiger eingerichtet werden sollte. Allerdings gab es bereits ein Jahr später erste Verhandlungen über den Hüttenerwerb der Sektion durch Stadtrat Richard Schlief. 1918 kauften Georg und Alois Leiter, Niederthai, beide Sektionsmitglieder seit 1914, mit Mitteln von Stadtrat Schlief die Hütte an. Hansjörg Leiter, vulgo Hittls, war Jagdaufseher.
Die Hütte wurde am 25. Juli 1922 als Gubener Hütte eingeweiht. 1923 kam es zum Kaufvertragsabschluss zwischen Alois Leiter und der Sektion Guben. Die Eintragung der Sektion als Eigentümer ins Grundbuch erfolgte am 17. Februar 1925. Im Jahr 1930 wurde durch die Sektion ein Um- und Erweiterungsbau zu einer einfachen Berghütte vorgenommen. Vorausgegangen war ein Geländezukauf von Ludwig Falkner, vulgo Jenneweins, und Andrä Grießer, Anderle, im selben Jahr. Am 5. Juli 1931 fand die Eröffnung der erweiterten Hütte statt. Ein erstmaliger Winterbetrieb der Hütte erfolgte 1932. In diesem Jahr zählte die Gubener Hütte ca. 400 – 600 Gäste, im Sommer 600, mit 180 Nächtigungen. 1938/39 plante die Sektion Guben einen Neubau, der wegen Kriegsausbruch jedoch nicht zustande kam.
Im Zweiten Weltkrieg kam es in den letzten Kriegsmonaten 1945 zur Verwüstung der Inneneinrichtung durch versprengte Truppen. Die Gubener Hütte wurde, wie alle deutschen Hütten in Österreich, nach Kriegsende von den Alliierten als Feindvermögen beschlagnahmt, enteignet und später dem 1945 neu gegründeten Oesterreichischen Alpenverein (OeAV) zur Verwaltung übertragen. Dieser betrachtete sich allerdings nur als Treuhänder und wartete mit dem Deutschen Alpenverein (DAV) auf den Tag, da eine Rückgabe der Hütten an deutsche Sektionen möglich war. 1955 gingen die deutschen Hütten durch den Österreichischen Staatsvertrag in den Besitz der Republik Österreich über, die sie später an den OeAV um 600.000 Schilling verkaufte. Der Besitzwechsel blieb ohne praktische Auswirkung für die Hütten.
Da jedoch der Großteil von Guben östlich der Oder liegt, fiel dieser Teil durch das Potsdamer Abkommen in polnisches Verwaltungsgebiet. Der brandenburgische Rest fiel in die Sowjetische Besatzungszone (SBZ), ab 7. Oktober 1949 in die Deutsche Demokratische Republik (DDR). Wegen des von der SBZ erlassenen Verbotes des DAV und des für die Ausreise ab Mai 1952 abgesperrten Staatsgebietes der DDR konnten sich die Mitglieder der Sektion Guben nicht mehr um die Berghütte kümmern. 1956 stellte das Präsidium des Deutschen Alpenvereins die Verbindung zur unterfränkischen Sektion Schweinfurt her. Vom 1. bis 4. November 1956 fand ein Treffen der Vorstände beider Sektionen auf der Hütte zu erster Kontaktaufnahme über eine Zusammenarbeit statt. Dies führte 1957 zum Abschluss eines Patenschaftsvertrags zwischen den beiden Sektionen. Die Sektion Schweinfurt übernahm für die Bewirtschaftung der Berghütte die Quasi-Verantwortung. Das Engagement drückte sich im patenschaftsvertraglich festgeschriebenen, künftigen neuen Namen der Hütte aus: sie wurde von nun an als Guben-Schweinfurter Hütte bezeichnet.
Die Berghütte wurde 1963/64 auf die heutige Hausgröße mit 56 Schlafplätzen in Zimmern und Schlaflagern erweitert. Federführend für die Ausführung war die Sektion Schweinfurt, da der Sektion Guben damals die Mittel fehlten. Im Jahr 1969 kaufte der DAV alle seine Hütten um 600.000 Schilling vom OeAV zurück. 1973 trennt sich der DAV vom Hüttenbesitz und verkaufte die Immobilie mitsamt Grundstück an die Sektion Schweinfurt. Fortan war sie für den Betrieb und Erhalt eigenverantwortlich. Im April 1974 zerstörte ein durch einen überhitzten Ofen ausgelöstes Schwelfeuer das Ober- und Dachgeschoß: Als man eine Holzverschalung öffnete, aus der Qualm herauskam, entzündete sich das Schwelfeuer. Mit dem Ende April liegenden Schnee ließ sich der Brand nicht löschen, und bis die Wirtstochter barfuß ins Tal gelaufen war, um die Feuerwehr zu holen, waren die beiden oberen Stockwerke völlig ausgebrannt. Der Wiederaufbau fand noch im gleichen Jahr statt. Die Fertigstellung war Ende September 1974. Behutsam ging es weiter. 1980/1981 kam es zum Bau eines Winterhauses mit 16 Schlafplätzen.
Es folgten 1983 eine neue Wasserversorgung, 1986 die Elektrifizierung und die Telefonanbindung. Die Kosten für den Anschluss der Hütte zur 1.000 Meter entfernten Trafostation im Almenweg ab Klein-Horlachalm zahlte die Sektion gerne, weil Strom das Leben auf der Hütte immens erleichterte. 1990 gab es eine neue Quellfassung für die Trinkwasserversorgung. In den Jahren 1996/97 entstand ein Lagerraum für Küchenvorräte und 1998 konnte eine Kleinabwasserbeseitigungsanlage (KABA) mit vier Kammern und Fettabscheider fertiggestellt werden. Im Jahr 2001 erfolgte deren behördliche Freigabe. Seitdem wird sie einmal im Jahr entleert. Man darf zwar offiziell nicht zur Hütte hochfahren, einen Fahrweg für solche Zwecke gibt es dennoch.
Zwischen 2004 und 2006 wurde die Hütte entsprechend den zeitgemäßen Anforderungen und Auflagen der Behörden vollständig saniert und mit einer neuen Pelletheizung mit Warmwasseraufbereitung für Trink- und Nutzwasser ausgestattet und die bisherigen 13 Einzelöfen aus allen Stockwerken beseitigt, wodurch der Brandschutz erhöht wurde. Zudem erfolgten Modernisierung der Sanitärräume, Wärmedämmung und neue Isolierglasfenster. Hinzu kam die Neugestaltung der Gasträume und der Küche. 2007 erhielt die Hütte das Umweltgütesiegel für Alpenvereinshütten.
Bis Juli 2008 hieß die Hütte aus traditionellen Gründen Guben-Schweinfurter Hütte. Auf Betreiben der Sektion Schweinfurt erfolgte dann die Umbenennung in Schweinfurter Hütte, mit dem vorgeschlagenen Zusatz „vormals Gubener Hütte“.
2010 verliehen die renommierten Zeitschriften für Bergsport Alpin und Outdoor der Hütte das begehrte Prädikat „Hütte des Monats“.
Die Schweinfurter Hütte ist eine Schutzhütte der Kategorie I mit 70 Schlafplätzen. Fünf Zimmerlager für zwei bis fünf Personen und drei Schlaflager für acht, neun und 19 Personen stehen im Haupthaus zur Verfügung. Im Winterhaus befinden sich weitere 16 Lagerplätze. Die zwei Gaststuben eignen sich auch für Gruppenaufenthalte und als Seminarräume.

## Anreise
- per Zug: ab Innsbruck Richtung Arlberg bis Ötztal-Bahnhof. Von dort mit dem Postbus nach Umhausen
- per PKW: ab Innsbruck über die Autobahn A12 Richtung Arlberg bis zur Ausfahrt Ötztal. Dann auf der Bundesstraße 186 bis Umhausen und von dort zum Parkplatz nach der Brücke in Niederthai; bzw. von Norden über München – Garmisch-Partenkirchen – Fernpass – Ötz.

## Zugänge
- von Niederthai (1535 m), Gehzeit: 2 Stunden, Entfernung: ca. 5,7 km

## Übergänge
- Neue Bielefelder Hütte (2112 m) über die Hochreichscharte (2912 m), Gehzeit: 8–9 Stunden
- Dortmunder Hütte (1949 m) über die Finstertaler Scharte (2779 m), Gehzeit: 5 Stunden
- Pforzheimer Hütte (2308 m) über das Gleirschjöchl (2750 m), Gehzeit: 3–4 Stunden
- Winnebachseehütte (2361 m) über das Zwieselbachjoch (2870 m), Gehzeit: 5 Stunden

## Gipfelbesteigungen
- Jubiläumskreuz am Paistakogel (2643 m), Gehzeit: 2½ Stunden
- Gruejoch (2710 m), Gehzeit: 2½ Stunden
- Hohe Wasserfalle (3003 m), Gehzeit: 3½ Stunden
- Kraspesspitze (2954 m), Gehzeit: 2½ Stunden
- Zwieselbacher Rosskogel (3082 m), Gehzeit: 3 Stunden
- Gleirscher Rosskogel (2994 m), Gehzeit: 2¾ Stunden
- Hochreichkopf (3010 m); Gehzeit 3–3½ Stunden

## Karte
- Alpenvereinskarte 1:25.000, Blatt 31/2, Stubaier Alpen, Sellrain